# Abbaye de Cagnotte
Pour les articles homonymes, voir Cagnotte.
L'abbaye de Cagnotte (Landes), est une abbaye bénédictine puis cistercienne fondée au IXe siècle.

## Historique
Affectés par l'évêque de Dax à la garde du tombeau de Maria Corfedia, Salvius et son serviteur Mauricius fondent vers 780 un monastère placé sous la règle de saint Benoît. Au XIe siècle, celui-ci se déplace provisoirement à sept kilomètres à l'est et y édifie en 1097 une nouvelle église abbatiale dont des vestiges se retrouvent dans l'actuelle église de Pouillon.
De retour à Cagnotte à la suite d'un raid des Normands, la communauté y adopte la règle cistercienne en 1141 alors que les vicomtes d'Aspremont entreprennent la construction d'une abbatiale à chevet plat et à charpente de bois remplacée vers 1180 par des voûtes à croisées d'ogives. Une seconde église réservée aux moines est consacrée en 1217 par l'évêque Gaillard d'Aspremont.
Elle disparaît vers 1570 à la suite des guerres de Religion alors que l'abbaye entame son déclin : 14 moines en 1629, 5 en 1739 hébergés l'extérieur vu l'état de délabrement. En 1756, les habitants envahissent les restes du monument et en 1776 Louis xv en autorise la démolition.

## Architecture et description
Il ne reste de l’abbaye qu’une partie du logis abbatial devenu grange et la petite église paroissiale réduite au sanctuaire, la travée de chœur, les chapelles latérales et croisées du transept de l’ancienne abbatiale Notre-Dame de Corheta. Celle-ci abrite les tombeaux des vicomtes d’Orthe et d'Adélaïde d'Anjou ainsi qu'au milieu du chœur face à l'autel un puits funéraire aménagé en pourrissoir où furent retrouvés les restes de dix corps.

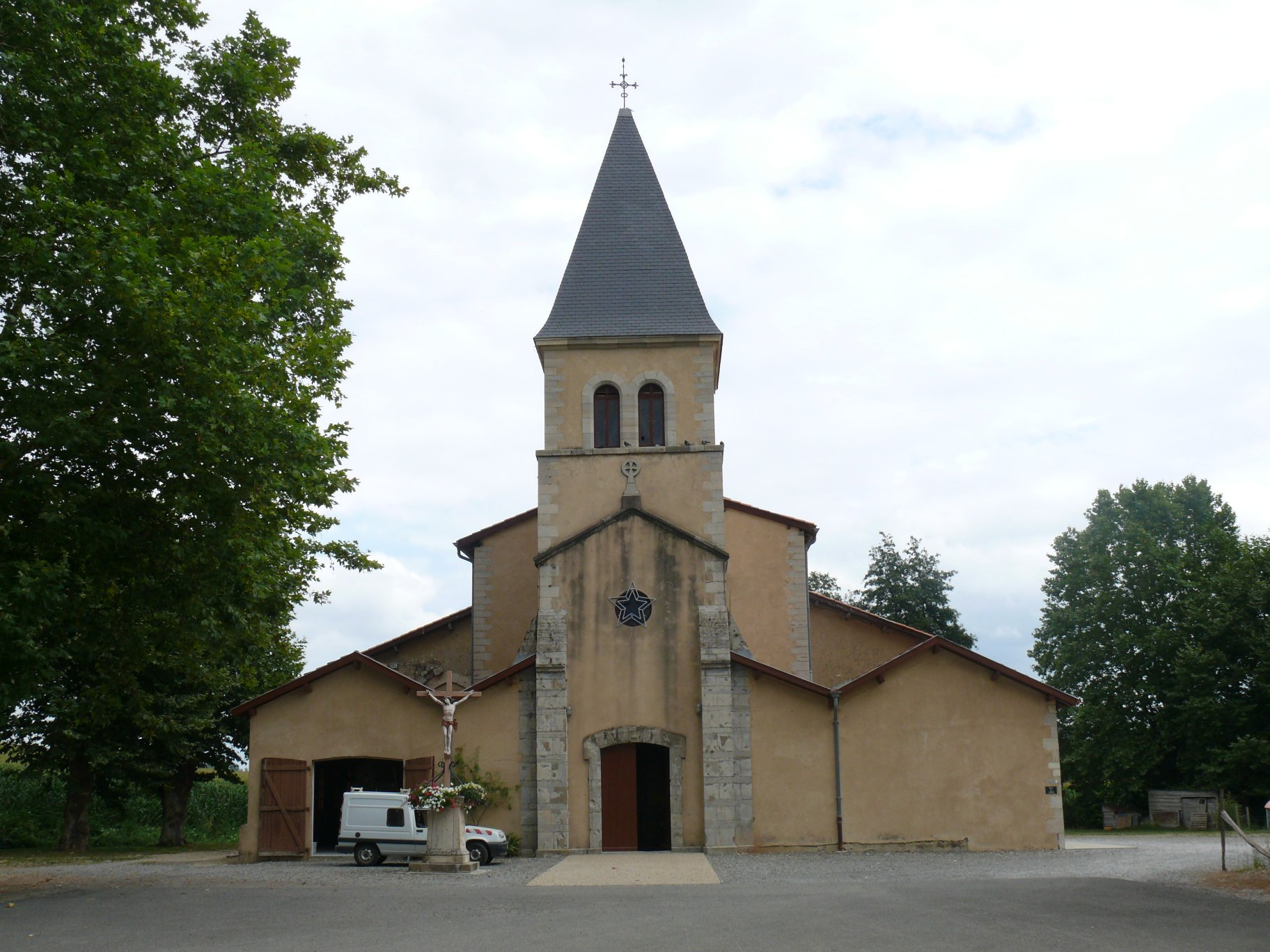
L'église Notre-Dame de Corheta.
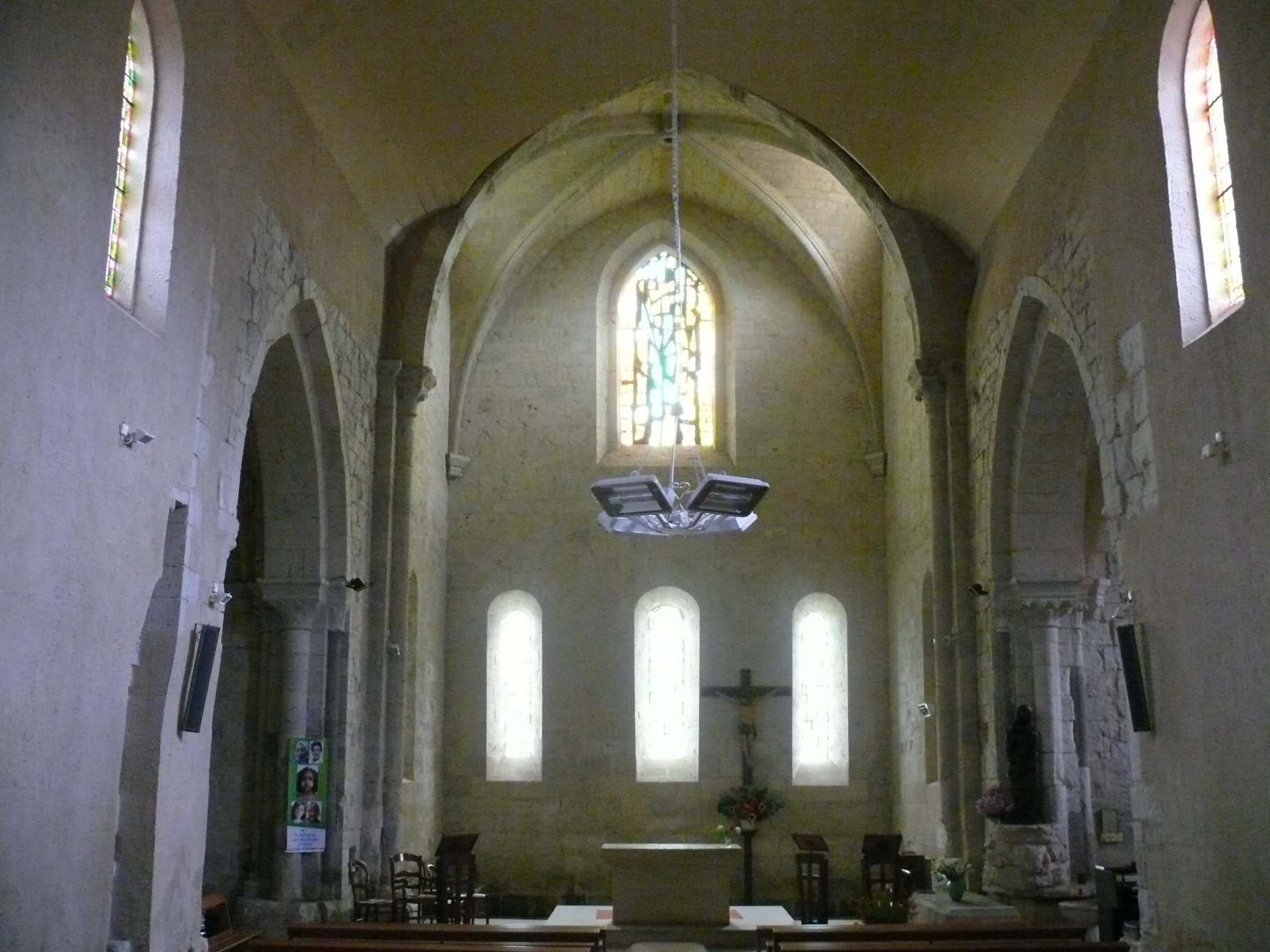
L'église Notre-Dame de Corheta.
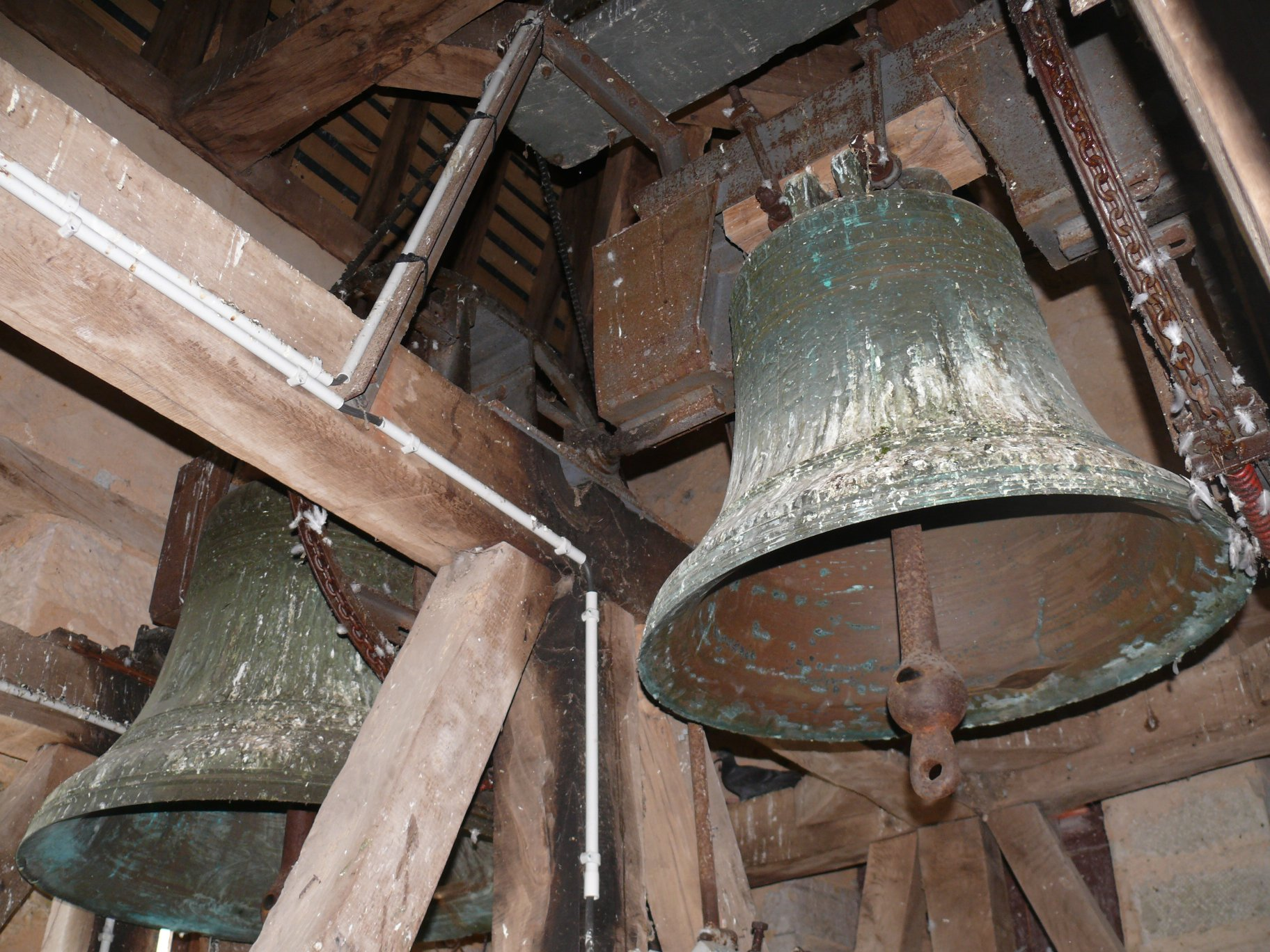
L'église Notre-Dame de Corheta.
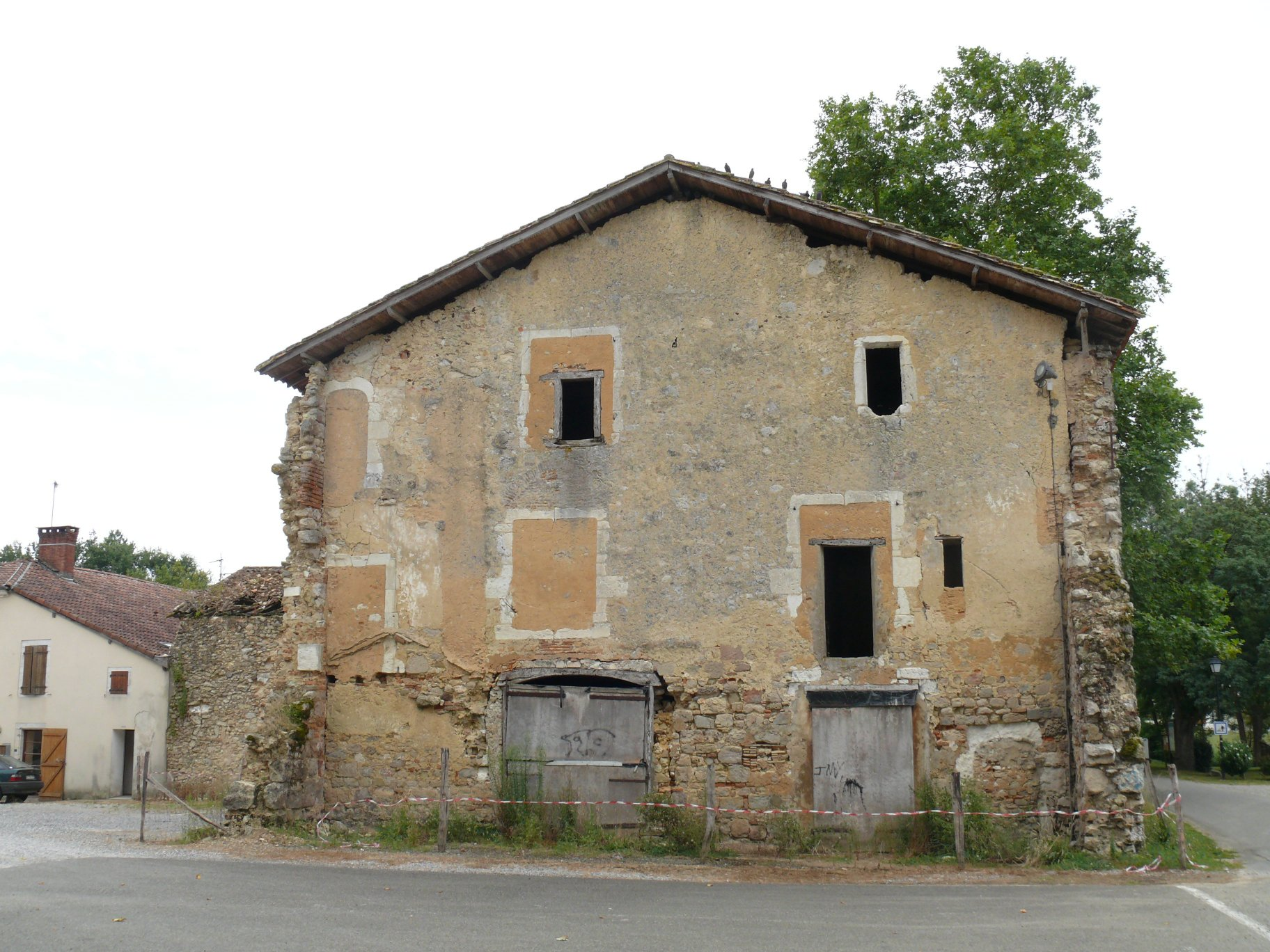
Ancien bâtiment de l'abbaye.

## Filiations et dépendances
Située sur un des chemins de Compostelle cette abbaye riche et puissante possède deux hôpitaux pour accueillir les pèlerins, deux écoles monacales et une dizaine de prieurés.

## Les abbés de Cagnotte
- Guillaume Raimond d’Aspremont, ex-vicomte d’Orthe, dit Lourde-Épée, est abbé de 1177 à sa mort en 1180.
- Loup-Garsie ii, vicomte d’Orthe, fils du précédent et portier de l’abbaye, est élu abbé deux semaines avant de décéder.

On a identifié près de soixante abbés de Notre-Dame de Corheta dont certains ne portèrent que le titre[source insuffisante].